# Tetrafluorethylen-Hexafluorpropylen-Copolymer
Tetrafluorethylen-Hexafluorpropylen-Copolymer (Kurzzeichen FEP, Perfluor(ethylen-propylen), auch Fluorethylen-Propylen genannt) ist ein Copolymer aus den Monomeren Tetrafluorethylen und Hexafluorpropen. Es wird eingesetzt, wenn eine Beständigkeit gegenüber extremen Temperaturen oder Chemikalien gefordert ist.

## Geschichte
FEP wurde von DuPont im Rahmen seiner Produktentwicklungen in den 1950er Jahren zur Produktionsreife geführt, um einen Fluorcarbon-Kunststoff mit günstigeren thermischen Formungs- und Verarbeitungseigenschaften, als die von Teflon (PTFE), auf den Markt zu bringen. Die nicht geschützte Kurzbezeichnung FEP wurde bald zum Synonym für diesen Kunststoff, den DuPont um 1960 seiner Palette perfluorierter Kohlenwasserstoff-Polymere hinzufügte. Seit dem Auslaufen der Patentschutzrechte für DuPont wird FEP auch von anderen Herstellern weltweit produziert. In neuerer Literatur wird für den Kunststoff statt FEP das Kurzzeichen PFEP als Synonym für Perfluor(ethylen-propylen) verwendet, das seinem chemischen Aufbau besser entspricht.

## Eigenschaften
Der thermoplastische Kunststoff ist nicht brennbar, zersetzt sich jedoch bei höheren Temperaturen, wie im Brandfall, unter Freisetzung ätzender und hochgiftiger Brandgase.
FEP ist gegenüber nahezu allen Chemikalien stabil, ebenso ist der Kunststoff äußerst witterungsbeständig und strahlungsresistent.
| Wärmeleitfähigkeit      | 0,21–0,25 W/K·m   |
| Schmelztemperatur       | 257–263 °C        |
| Verarbeitungstemperatur | um 370 °C         |
| Zersetzungstemperatur   | ≥ 420 °C          |
| spez. Wärmekapazität    | 1,12–1,17 kJ/K·kg |
| min. Einsatztemperatur  | −200 °C           |
| max. Einsatztemperatur  | 205 °C            |

## Anwendungsbereiche
Fluorkunststoffe wie FEP und PFA werden aufgrund ihrer 
- Flexibilität,
- guten Schweißbarkeit,
- hohen Temperaturbeständigkeit,
- hervorragenden Chemikalienbeständigkeit,
- Einsetzbarkeit im Tieftemperaturbereich,
- Einsetzbarkeit in High-Purity-Anwendungen,
- langen Lebensdauer,
- elektrischen Widerstandsfähigkeit und
- einfacher thermoplastischer Verarbeitung

in der chemieverarbeitenden Industrie, Pharmaindustrie sowie im Halbleiterbau und zur Abgasreinigung vielfältig und bewährt eingesetzt.
Sie werden als medienbeständige Liner zur Auskleidung von Stahlbehältern sowie zur Konstruktion von Dual-Laminat-Behältern und -Tanks, im Rohrleitungsbau und für Dichtungssysteme verwendet.
Auch werden Halbzeuge und Platten aus FEP vielfältig zum Korrosionsschutz von Anlagenbauteilen (Ventile, Wärmetauscher, Rohrleitungen etc.) angewandt.